# Sarabande (album)
Pour les articles homonymes, voir Sarabande (homonymie).
Albums de Jon Lord
Windows
(1974) Before I Forget
(1982)
Sarabande est le deuxième album studio du musicien britannique Jon Lord enregistré en septembre 1975 près de Düsseldorf (Allemagne). Comme sur l'album Windows, l'orchestre est dirigé par Eberhard Schoener. Cependant, cette fois-ci la prestation n'est pas enregistrée lors d'un concert.
On retrouve sur cet album le batteur Pete York, déjà présent sur Windows, et le guitariste Andy Summers, futur membre du groupe The Police.

## Postérité
35 ans plus tard, la suite Sarabande complète est créée en concert à Budapest le 18 septembre 2010, puis à Sofia le (30 octobre) et à Essen (15 novembre). Lord y a modifié les orchestrations de 1975. Il a également orchestré Aria, qui était jouée au piano et aux synthétiseurs sur l'enregistrement original, et Caprice qui était un simple enregistrement d'une prestation du groupe. Enfin, Finale a été refait pour permettre à la section « parade de thèmes » - qui a été réalisée avec des bandes en boucles sur l'enregistrement initial - d'être jouée en direct. 

## Art de couverture
La couverture montre le dessin d'un ouroboros (figure mythologique d'un serpent se mordant la queue), sur lequel chevauchent trois femmes nues. La femme à droite se tient dans une position évocatrice de la femme sur la couverture du dernier album de Whitesnake Lovehunter, sur lequel Lord joue. La pochette originale de Jon Lord est conçue par Kosh et l'illustration par Mike Bryan.

## Titres
1. Fantasia - 3:30
2. Sarabande - 7:20
3. Aria - 3:42
4. Gigue - 11:06
5. Bourée - 11:00
6. Pavane - 7:35
7. Caprice - 3:12
8. Finale - 2:03

## Musiciens
D'après le livret accompagnant l'album
- Jon Lord - Orgue Hammond, piano électrique RMI, pianos de concert Steinway et Yamaha, clavinet, synthétiseurs ARP (Odyssey, Pro Soloist, String Ensemble)
- Andy Summers - Guitares électrique et acoustique
- Paul Karass - Basse
- Pete York - Batterie, gong, grelots, shaker
- Mark Nauseef - Percussions : bongos, congas, timbales, rototoms, Israeli "Talking" drum, wood-blocks, claves, triangles, cabasas, flexatone, maracas, thunder sheet, tam-tams, water gong, sirène ACME, vibraslap, cymbales, fingers cymbals, crotales, grelots, gourds, güiros, tambourins

- Le Philharmonia Hungarica dirigé par Eberhard Schoener